# Triatoma infestans
Triatoma infestans, uma das espécies popularmente chamadas de Barbeiro (gênero Triatoma), é uma espécie de inseto da família Reduviidae que ocorre na Bolívia, Brasil, Peru, Chile, Argentina, Paraguai e Uruguai., onde é bastante conhecido por transmitir a Doença de Chagas, sendo esta espécie o principal e o mais antigo vetor deste mal nas Américas.
Os barbeiros são hematófagos e têm hábitos noturnos. Seu corpo é preto, redondo e achatado, mas se incha quando se alimenta do sangue de animais homeotermos, como os seres humanos. Costumam viver em habitações humanas, principalmente nas casas de pau a pique (feitas de madeira serrada e enfileiradas ) devido ao fato destas casas geralmente possuirem frestas nas paredes onde o barbeiro pode se esconder.

## Histórico

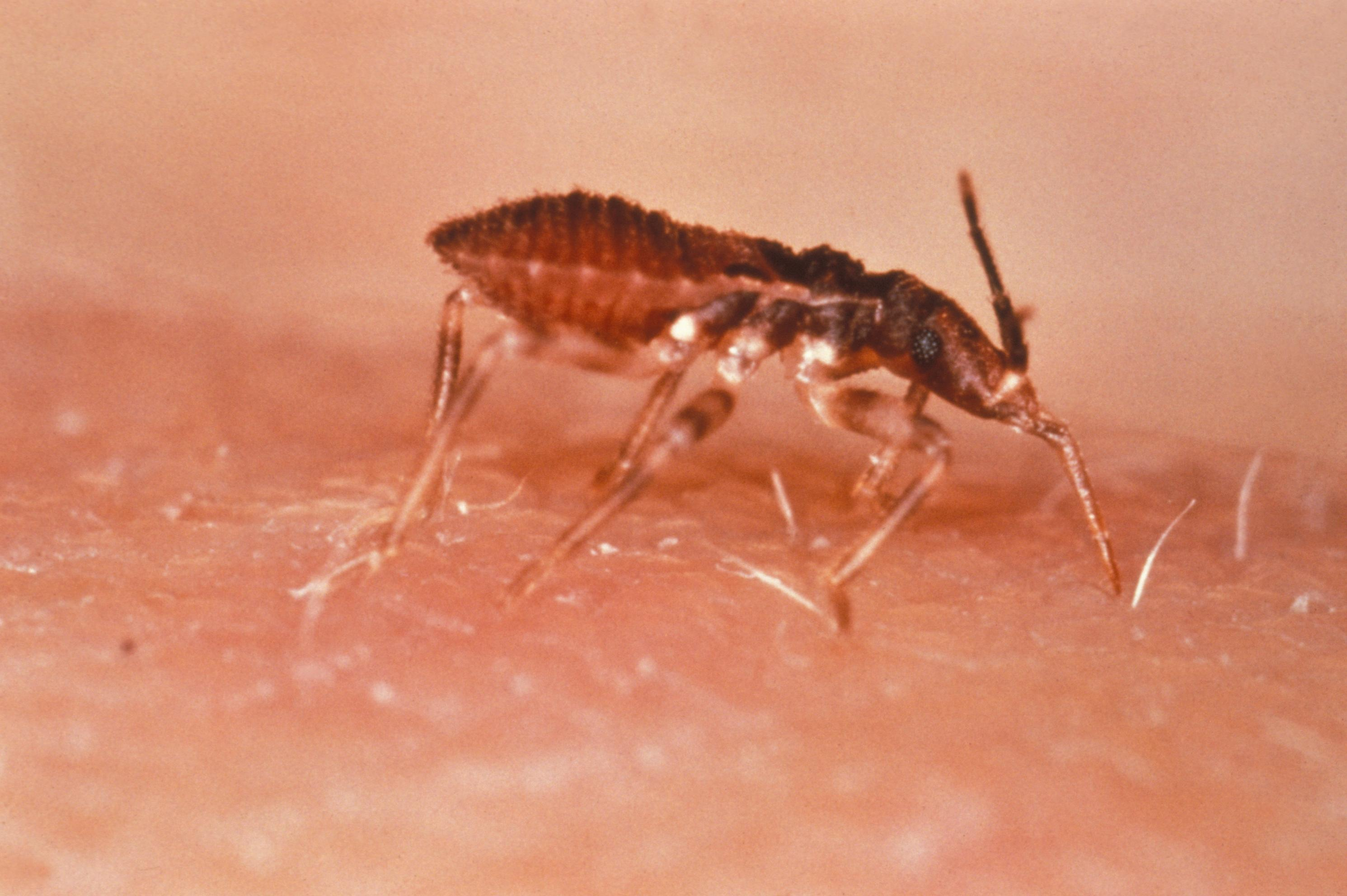
ninfa, no primeiro ínstar.

Estudo aventa a hipótese de que o inseto tenha primeiramente se tornado domiciliar a partir do altiplano andino da Argentina e da Bolívia; as primeiras culturas andinas, desde cerca de seis mil anos atrás, até o estabelecimento da civilização inca e chegada dos colonizadores espanhóis, tinham alguns hábitos de moradia que facilitaram a domesticação do Triatoma infestans: construção de casas de pedra com adobe, cidades, agricultura, criação de lhamas e outros animais que proporcionavam um bom substrato para a propagação do inseto pois havia o costume de se manter os animais bem próximos dos lares (na Bolívia ainda é comum a criação de cobaias dentro mesmo das residências).
Com o intercâmbio entre pessoas, especialmente migrações, guerras de conquista, o Triatoma passou a dispersar-se para outras áreas; no Brasil (onde o Triatoma divide com o Panstrongylus megistus o papel de principal vetor do mal de Chagas) o inseto atingiu a região Nordeste, até a Bahia, provavelmente passando antes pela Argentina.
No seu diário sobre a passagem pela América do Sul o naturalista britânico Charles Darwin registrou o ataque pelo T. infestans, em 1835:
"À noite experimentei um ataque, e não merece menos este nome, do Benchuca, grande besouro negro dos Pampas. É muito repugnante sentir insetos sem asas, com cerca de uma polegada de comprimento, caçando sobre o corpo; antes de sugar eles são bastante finos, mas depois [ficam] redondos e inchados de sangue, e nesse estado eles são facilmente esmagados. Eles também são encontrados na parte norte do Chile e no Peru: um que eu peguei em Iquique estava muito vazio; sendo colocado sobre a mesa e embora cercado de pessoas, se um dedo fosse apresentado, seu sugador era estirado, e o inseto ousado começava a tirar sangue. Foi curioso observar a mudança no tamanho do corpo desses insetos em menos de dez minutos. Não houve dor sentida - Esta refeição manteve o inseto gordo por quatro meses. Em uma quinzena, porém, estava pronto, se fosse permitido, a sugar mais sangue."
Existe a possibilidade de haver Darwin contraído o Mal de Chagas, sendo esta a doença que passou a sofrer a partir de 1839.